# Veteli
Veteli (en suédois : Vetil) est une municipalité de l'Ouest de la Finlande, dans la province de Finlande occidentale et la région d'Ostrobotnie-Centrale.

## Géographie
La commune est traversée par la rivière Perhonjoki. Les abords immédiats de la rivière et des principaux villages sont cultivés, le reste de la commune étant couvert de forêts et de marais. Les industries sont pratiquement absentes, la commune est assez pauvre et dépend largement de l'agriculture (28 % des emplois totaux).
Veteli est connue pour son circuit automobile (circuit de Kemora) construit en 1983. La piste mesure 2 733 mètres de long.

## Démographie
Depuis 1980, l'évolution démographique de Veteli est la suivante:
| Année      | 1980  | 1985  | 1990  | 1995  | 2000  | 2005  | 2010  | 2015  | 2020  |
| ---------- | ----- | ----- | ----- | ----- | ----- | ----- | ----- | ----- | ----- |
| population | 3 880 | 4 040 | 4 074 | 4 046 | 3 811 | 3 593 | 3 466 | 3 345 | 3 125 |

## Transports
Veteli est traversée par la route nationale 13.
La capitale régionale Kokkola est à 54 km, et Helsinki à 480 km. Les municipalités voisines sont Kaustinen au nord, Halsua à l'est, Perho au sud-est, Vimpeli et Lappajärvi au sud (les deux en Ostrobotnie du Sud), et enfin Kronoby à l'ouest (Ostrobotnie).

## Personnalités
- Esko Aho, premier ministre
- Juha Sipilä, premier ministre
- Juho Torppa, député
- Ville Vähämäki, député
- Kalle Lassila, skieuse
- Hannu Taipale, skieur
- Yrjö Kokko, auteur

## Jumelages
| Ville | Ville | Pays | Pays    |
| ----- | ----- | ---- | ------- |
|       | Võru  |      | Estonie |

## Galerie

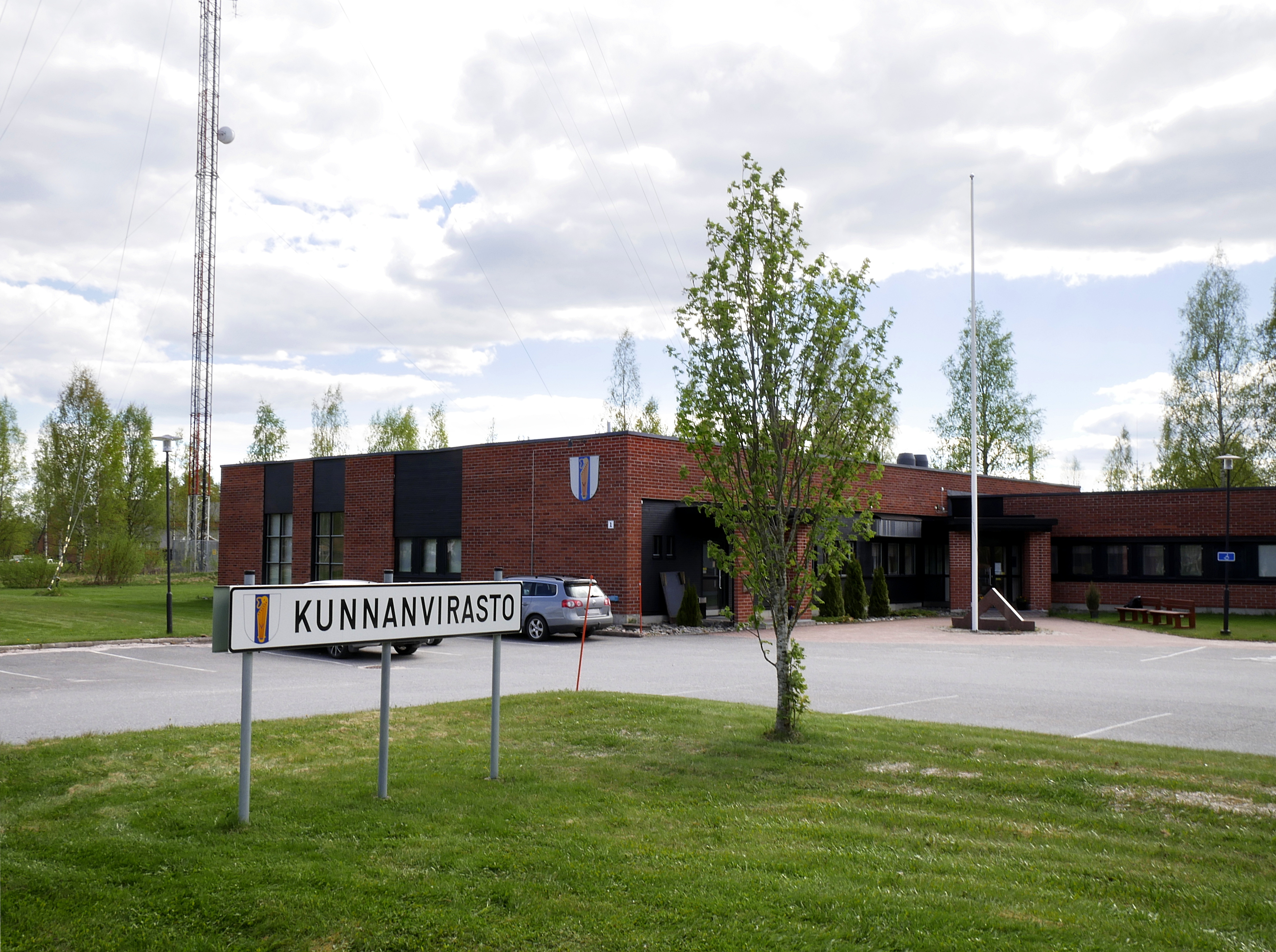
Mairie de Veteli.
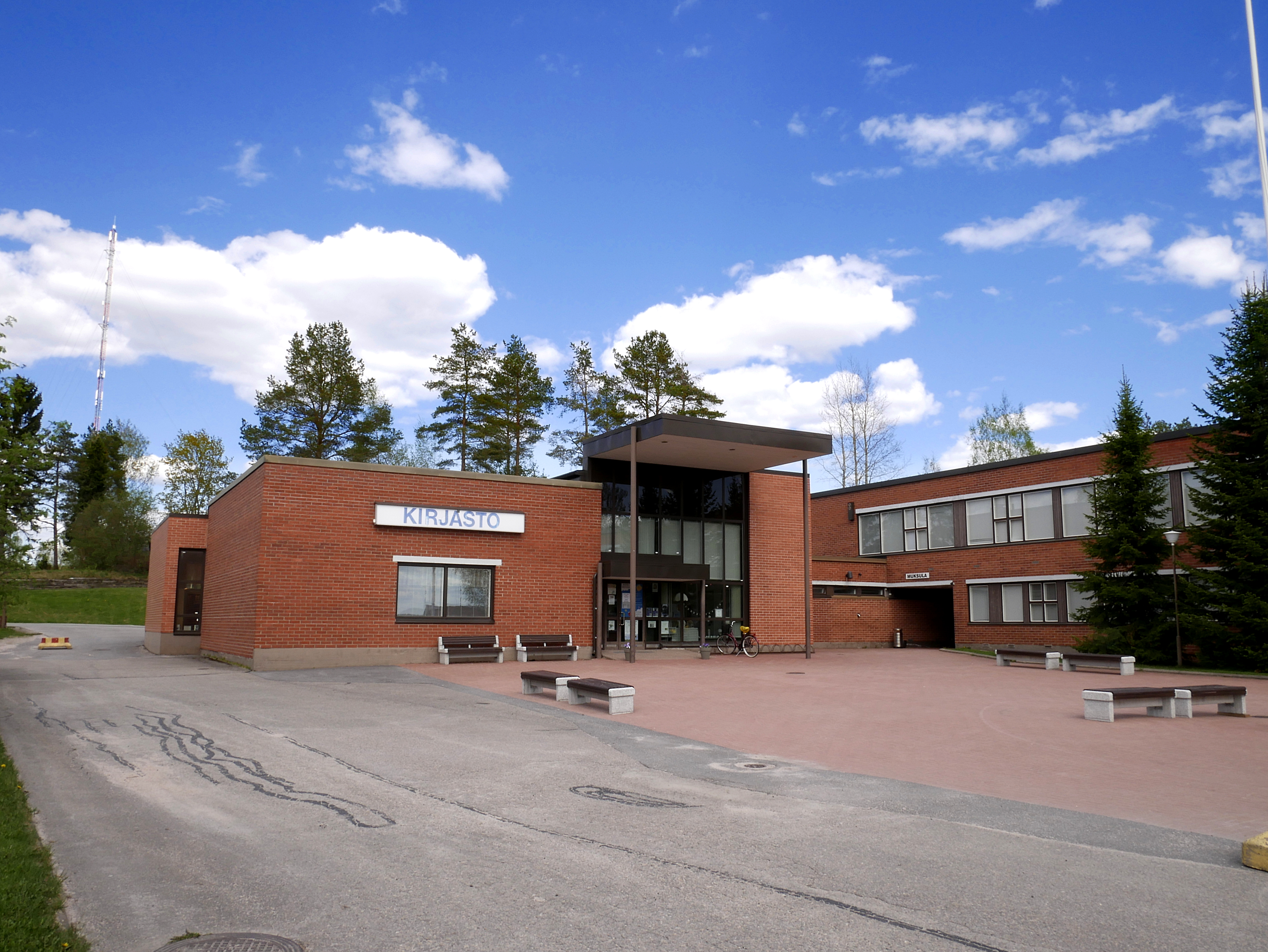
Bibliothèque  de Veteli.
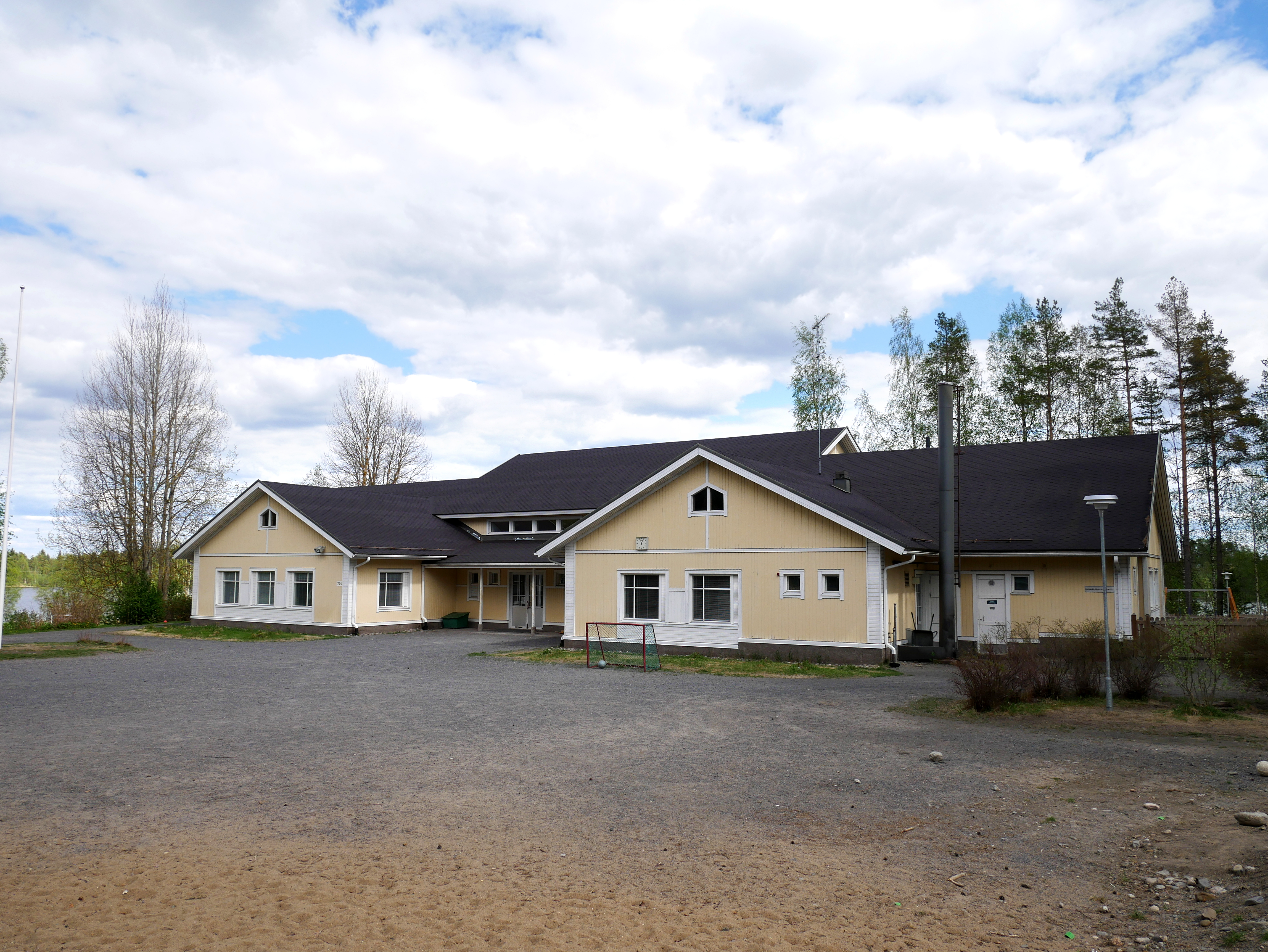
Ecole de Patana.
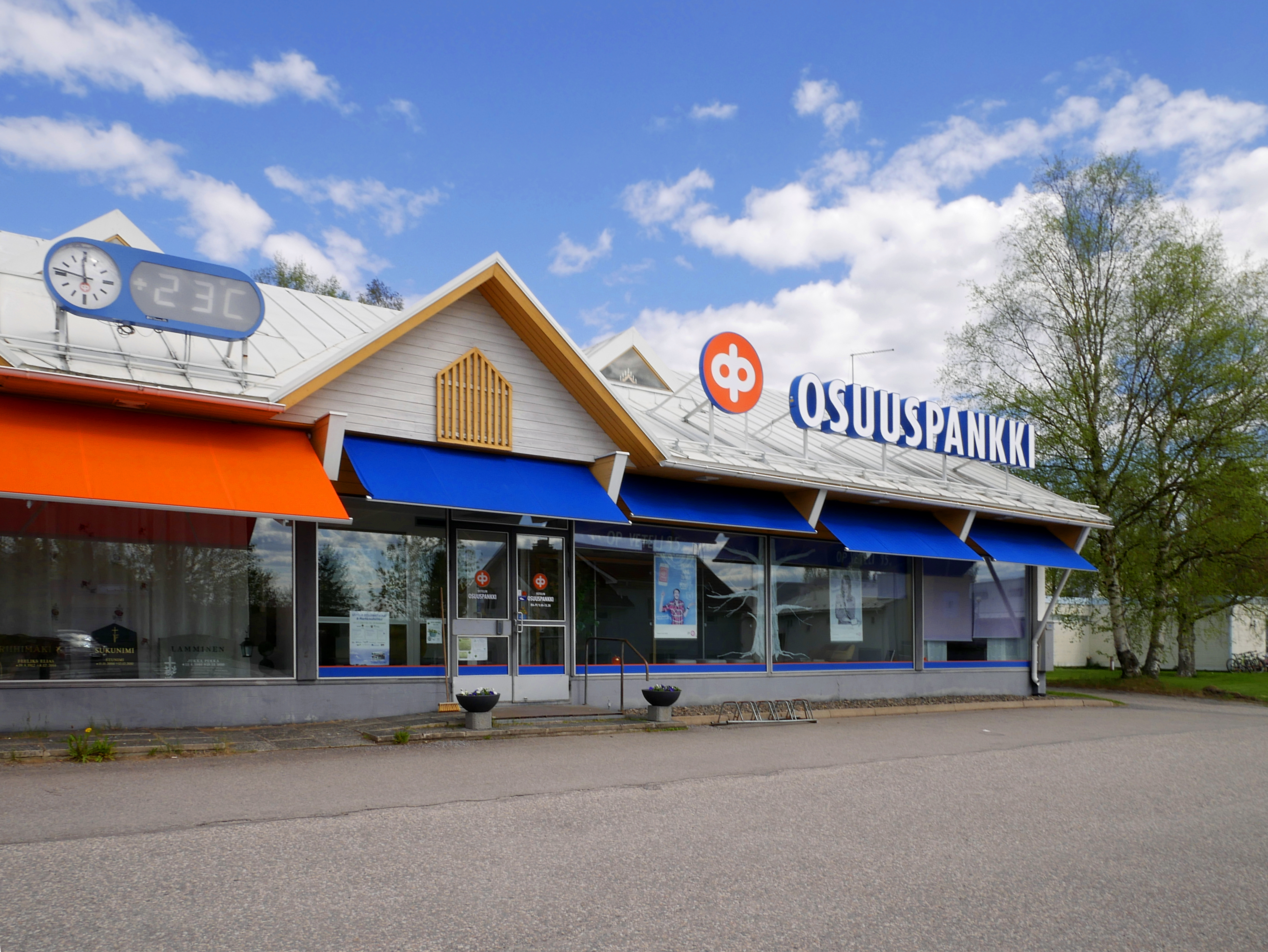
Banque osuuspankki.

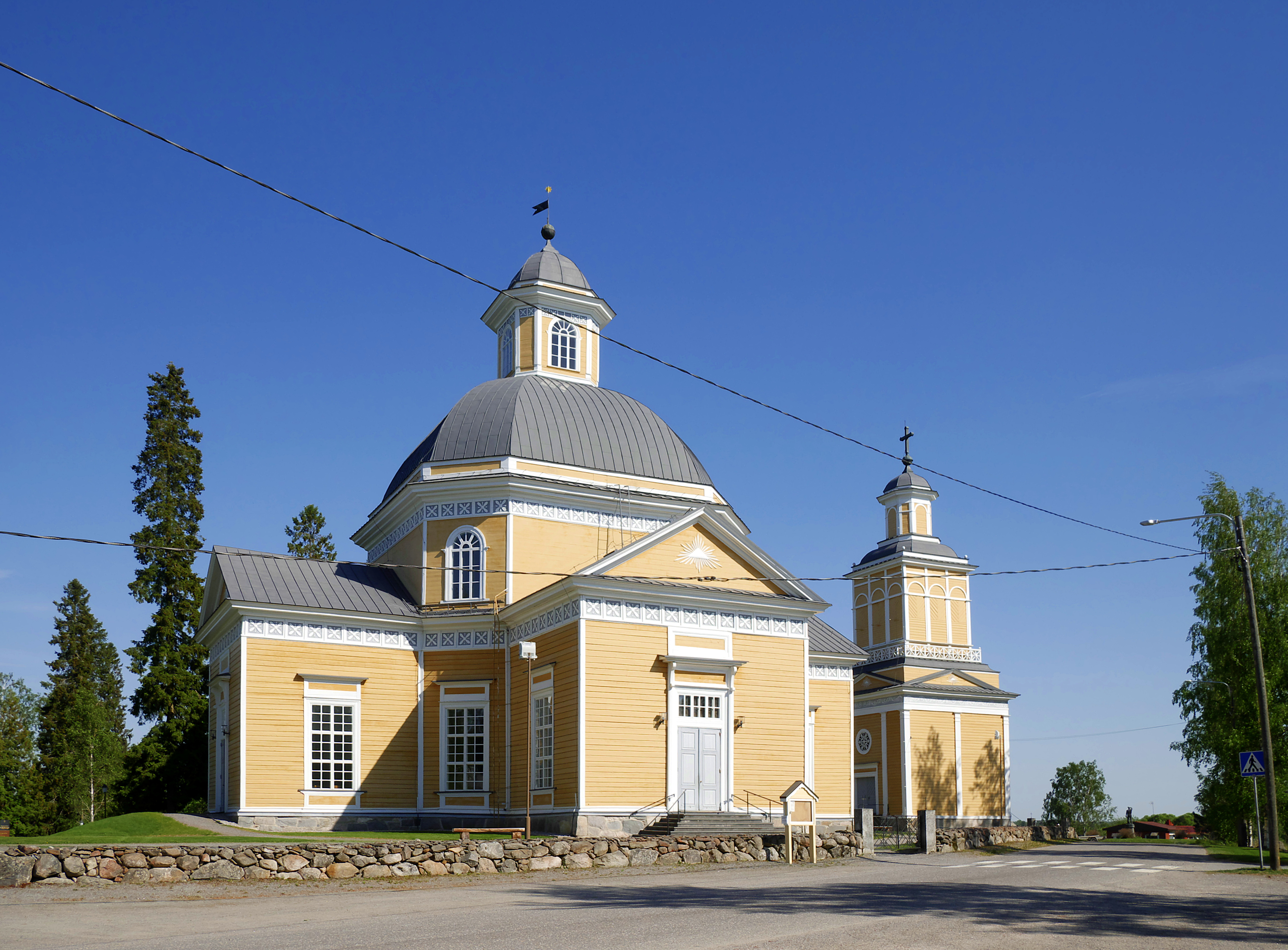
Église de Veteli.
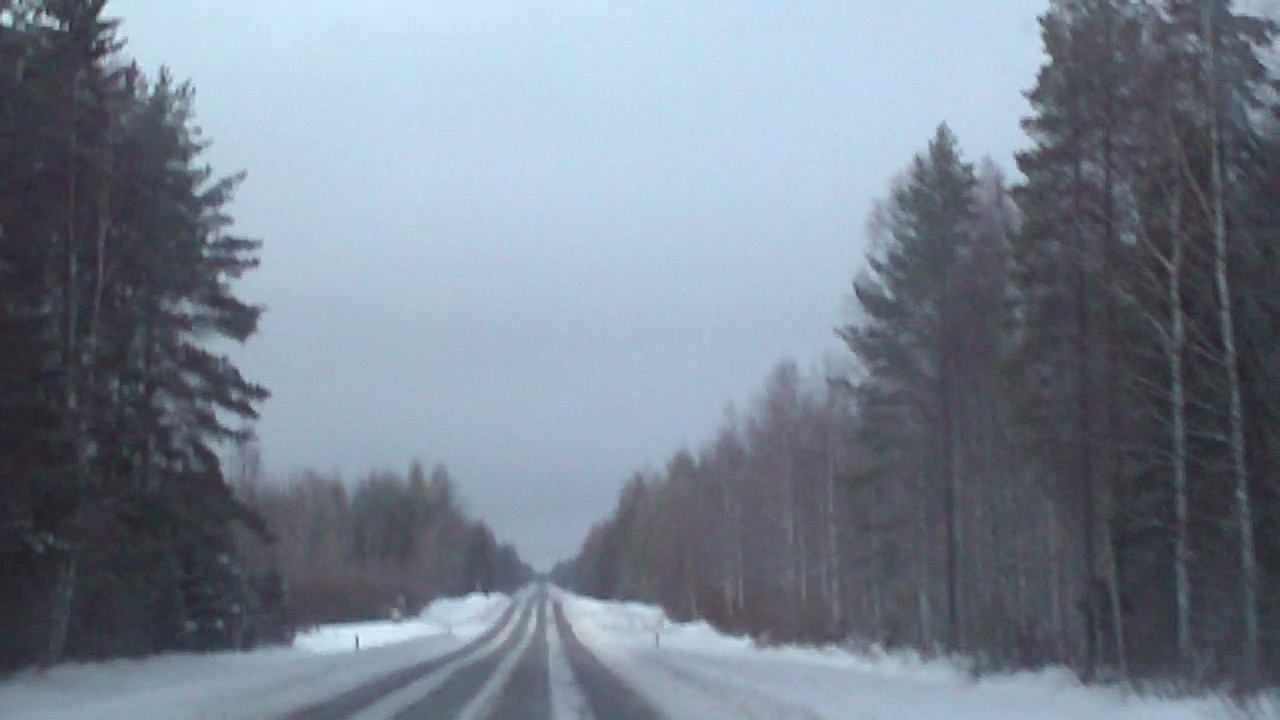
La route nationale 13 à Veteli.
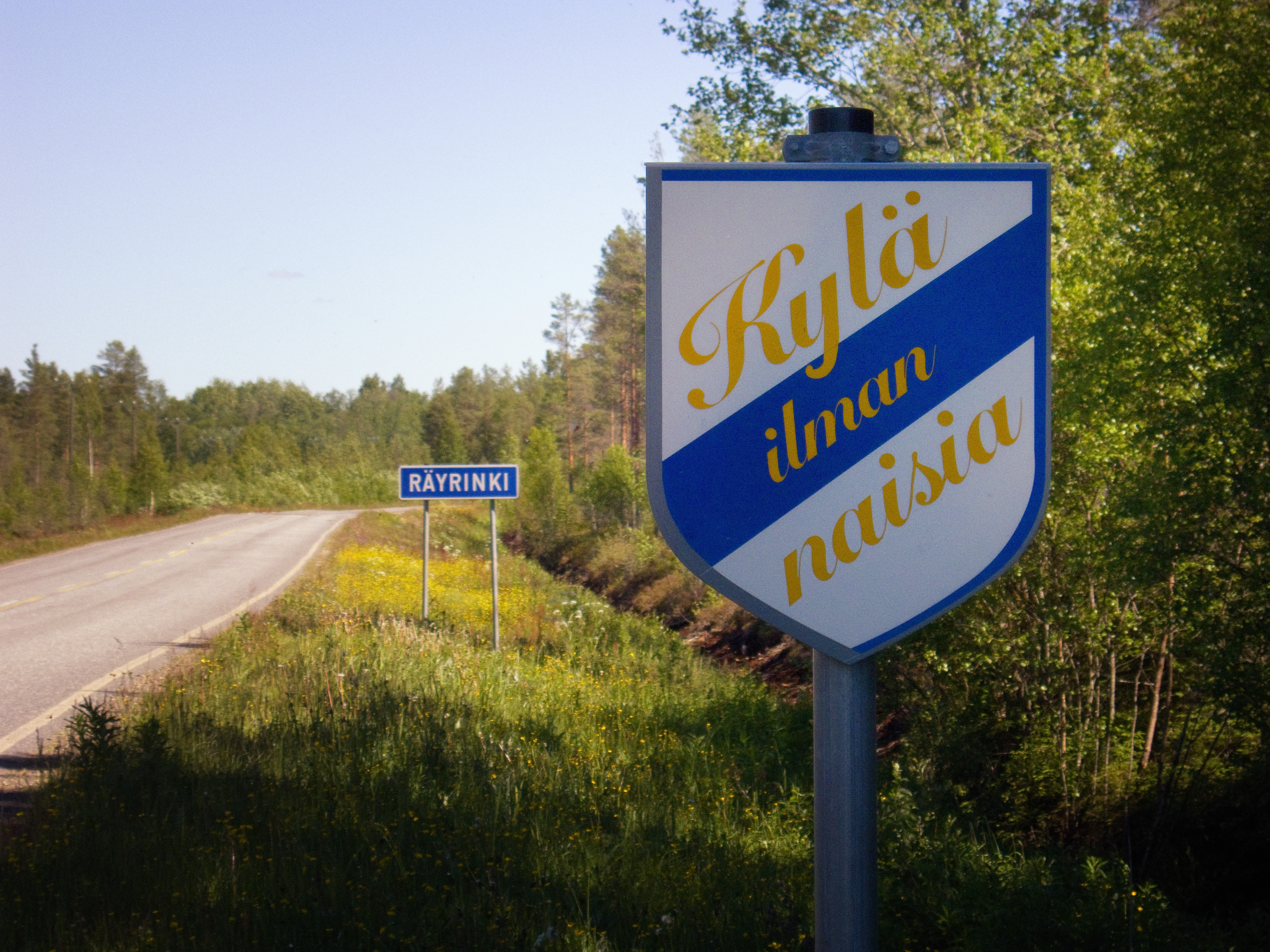
Panneau du programme TV "village sans femme" à Veteli.
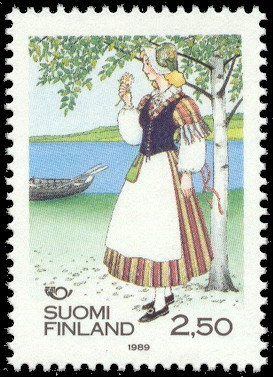
Costume traditionnel de Veteli.